# Донецько-Криворізька Радянська Республіка
Доне́цько-Криворі́зька Радя́нська Респу́бліка (ДКРР; рос. Донецко-Криворожская советская республика, ДКСР) — короткочасна радянська республіка, проголошена 12 лютого 1918 року на четвертому обласному з'їзді Рад робітничих депутатів Донецького і Криворізького басейнів у Харкові, та формально існувала трохи більше місяця. 
На Другому всеукраїнському з'їзді рад утворення ДКРР визнали непотрібним, а на території України продовжила існування єдина Українська Народна Республіка Рад, яку на тому ж з'їзді проголосили де-юре незалежною державою.

## Історія

### Передісторія

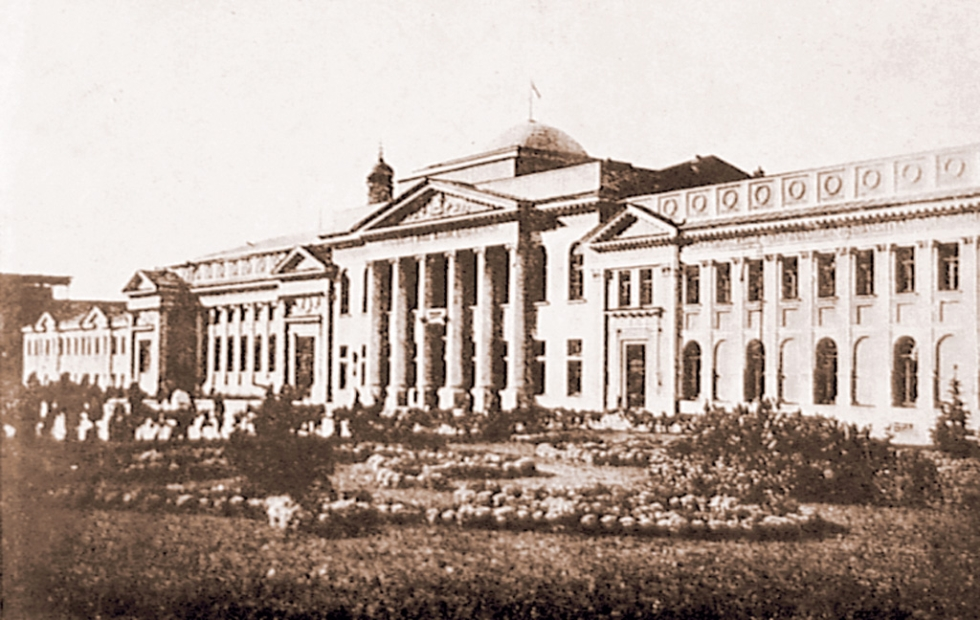
Приміщення Дворянського зібрання в Харкові

М. О. Скрипник стверджував, що ідеї «відділення Донецького басейну від України» виникли і «бродили в головах деяких наших товаришів» ще в серпні-жовтні 1917 року.
У суботу, 9 грудня, у приміщенні Дворянського зібрання в Харкові відкрився III екстрений з'їзд Рад Донецько-Криворізької області, який був у спішному порядку зібраний, щоб обговорити ставлення до Центральної Ради та «українське питання». На думку автора передмови до матеріалів по ДКР в «Літописі революції» X. Мишкіс, крім усього іншого, цей з'їзд «повинен був вирішити питання про організацію республіки» — Донецько-Криворізької республіки.
За словами Бош, меншовицька фракція на з'їзді пропонувала обмежитися прийняттям «постанови, яким Донецько-Криворізька область оголошує себе автономною областю, незалежної ні від української центральної влади, ні від російської», а Харківську Раду вважати «вищим органом влади в області».
Після проголошення Четвертого універсалу Центральної Ради, що оголошував створення незалежної України з поширенням її кордонів на Донецько-Криворізьку область, у середовищі місцевих політичних кіл з'явилася ідея проведення опитування населення, яка була підтримана виконкомом Донецько-Криворізької області (на той момент в ньому перебувало 7 більшовиків і 13 меншовиків та есерів). Резолюція закликала до проведення референдуму про політичне майбутнє регіону.
На референдумі з приводу належності тих чи інших регіонів до України наполягало тоді і радянське керівництво Росії. Про це недвозначно заявив представник ленінського Раднаркому Йосип Сталін у переговорах по прямому дроту з одним з лідерів Центральної Ради Миколою Поршем 17 листопада 1917.
За словами Магідова вже восени 1917 року виникла ідея створення Донецької республіки Рад. Також пленум виконкому Ради в Харкові відкинув Третій універсал і зажадав референдум про самоврядування краю. На екстреному з'їзді меншовиків 3-4 грудня 1917 депутати з Харкова Семен Семків і Арон Сандомирський запропонували виділити Донбас в «особливу самоврядну область»[джерело?]
Усі ці заяви свідчать про те, що до кінця 1917 — початку 1918 в регіональних організаціях провідних політичних партій Донецько-Криворізької області (включаючи і більшовиків, і меншовиків, і лівих есерів) склався певний консенсус з приводу декількох принципових положень: 1) Донецько-Криворізький регіон, включаючи ті райони Донбасу, які перебували в Області Війська Донського, повинен становити єдине адміністративне ціле; 2) Донецько-Криворізький регіон не може бути відірваний від Росії; 3) долю адміністративної належності Донецько-Криворізького регіону повинні визначити самі його жителі на референдумі або плебісциті.

### IV обласний з'їзд рад Донецько-Криворізької області
14 лютого 1918 (Дата опублікування в газеті).
Обласний з'їзд Рад робітничих і солдатських депутатів постановив утворити Раду Народних Комісарів Донецького і Криворізького басейнів.
Обласний з'їзд виділив область в Донецьку Республіку.
Обласний з'їзд ухвалив націоналізувати вугільну промисловість, муніципалізувати в містечках, селищах та містах будинки великих власників.
Прийняти постанову про введення для шахтарів щорічних двомісячних відпусток.
Обласна Рада народного господарства зміцнює свій вплив і незабаром приступить до організації постачання рудників товарами споживання через магазини приватних торгівців, які будуть секвеструвати.
На черзі — знищення приватної торгівлі в шахтах.
Пролетаріат починає оволодівати апаратами виробництва та обміну. Ми йдемо вперед.
«Донецький пролетар» (Харків) М 72, 14 лютого 1918.
На момент проголошення ДКРР окремі уродженці і партійні діячі Донбасу входили до складу уряду Української Радянської Республіки: серед них голова ЦВК України Медведєв Ю. Г., народний секретар праці Скрипник М. А. члени ЦВК, Острогорский М. І. Смоляков Л. А., Тиняков Ю. Д. (загинув в Донбасі на початку 1918 року).

### Берестейський мир
3 березня підписали Берестейський мир між Петроградом і Берліном. У ДКР ще до звісток про вторгнення німців переважали прихильники «війни до переможного кінця». Чималу роль у визначенні позиції еліти ДКРР зіграв глава ВРНГ Н. Осинський (Валеріан Оболенський). Одне з об'єднаних засідань комітету ДКРР і виконкому Рад, 26 лютого, було спеціально присвячене виробленню позиції щодо Берестейського миру. Вийшло воно досить бурхливим і мало не переросло в бійку. Зважаючи на бурхливий характер дебатів, уся більшовицька делегація покинула зал засідань. У результаті була прийнята есерівська резолюція, яка засуджує ідею укладення миру.
У республіці Донбас у березні прокотилася хвиля протирадянських маніфестацій. Залізничники ст. Авдіївка вимагають установчих зборів. У Люботині, Слов'янську — збройний виступ куркульства. У Катеринославі — демонстрації за установчі збори, спроби роззброєння червоної гвардії.
В останні дні лютого більшовицький актив ДКРР провів нічне засідання без Артема, який знаходився у Петрограді, щоб виробити свою позицію з приводу Берестейського миру. Основним доповідачем був нарком ДКРР Межлаук, він закликав засудити договір. Позицію реалістів на цьому засіданні представляв тільки Ворошилов, який заявив: «в даний момент ми не в змозі воювати». За пропозицією Оболенського більшовики ДКРР о першій ночі ухвалили резолюцію, в якій взагалі взяли відповідальність на себе за організацію опору німцям. У його ж відсутність обласний комітет ДКРР під головуванням Васильченка ухвалив резолюцію з засудженням підписання Берестейського миру. Як би не обробляли Артема, на партійному з'їзді 6 березня 1918, він повністю встав на сторону Леніна.
Нарком Васильченко перед наступом німецьких сил на територію ДКРР заявив, що Берестейський мир не стосується ДКРР: "Щасливий результат для місцевої радянської влади оратор бачить в тому що недавно Проголошена Донецька республіка. Дії того пункту мирного договору, який стосується України, природно не поширюється, на Харків і Донецький басейн ".
У лютому Артем особисто направив ноту кайзеру Німеччини, в якій пояснював, що регіон не входить до складу України, і попереджав, що в разі вторгнення в суверенну республіку робітники піднімуться зі зброєю проти окупантів.
6 квітня відбулось останнє засідання Ради Народних комісарів у Харкові, на якому Артем висловив свою позицію у ставленні до Центральної Ради:
|  | «Рада, що вторглася в межі Донецької республіки, пропонує Радянській владі припинити братовбивчу війну, Рада вважає демократичним світом такий світ, яким територія нашої республіки буде наповнена військами Ради, і воля народу буде розчавлена силою німецьких штиків. Але миру без визнання Донецької республіки обома сторонами бути не може ». |

В. Ленін у своєму листі до Г. Орджонікідзе 14 березня 1918 р. висловив свою позицію щодо ДКРР:
|  | «Що стосується Донецької республіки, передайте товаришам Васильченку, Жакову і іншим, що як би вони не ухитрялися виділити з України свою область, вона, судячи з географії Винниченка, все одно буде включена в Україну, і німці будуть її завойовувати. Зважаючи на це абсолютно безглуздо з боку Донецької республіки відмовлятися від єдиного з рештою України фронту оборони (виділено. - Н.К.). Межлаук в Пітері, і він погодився визнати Донецький басейн автономною частиною України; Артем також згоден з цим; тому завзятість деяких товаришів з Донецького басейну схожа на нічим не обґрунтований і шкідливий каприз, абсолютно неприпустимий в нашому партійному середовищі. Втлумачте все це, тов. Серго, кримсько-донецьким товаришам і добийтеся створення єдиного фронту оборони. Ленін». |

Керуючись ленінськими вказівками, 17—19 березня 1918 на Другому Всеукраїнському з'їзді Рад Артем заявив, що Донецько-Криворізька область є складовою частиною України. Після з'їзду ДКРР припинила своє існування.

### Автономія у складі Української РР
За підсумками II Всеукраїнського з'їзду Рад робітничих, селянських і солдатських депутатів який проходив з 15 по 19 березня в Катеринославі було ухвалено Резолюцію про «Про державний устрій» в якій мова не говорилося про ліквідацію Донецько-Криворізької Радянської республіки в ній повідомлялася що Українська Народна Республіка Рад оголошується федеративною республікою. А усі адміністративні утворення на території України в межах III — го і IV-го Універсалів УЦР стають автономною частиною Української Радянської Республіки.
Фрагмент резолюції:
|  | " Прагнучи об'єднати для боротьби з контрреволюційній Центральною радою всіх трудящих на всій території України, заволодіти якою прагне Центральна рада, тобто Україна в рамках 3-го і 4-го Універсалів, трудящі маси України розглядають Українську Радянську Республіку як республіку федеративну, що об'єднує всі радянські об'єднання - вільні міста і республіки, як автономні частини Української Федеративної Радянської Республіки. " |

При цьому офіційного рішення про входження ДКРР до складу Української Радянської Республіки не з боку Народного секретаріату УРР ні з боку Ради народних комісарів ДКРР не було. При цьому керівництво ДКРР не заперечувало проти військового союзу між Україною і ДКРР про це повідомлялося в декреті Раднаркому ДКРР від 16 березня «Декрет військових дій» в якому говорилося що загальне керівництво збройними силами ДКР передається Антонову-Овсієнку як головнокомандувачу збройних сил України.
У зв'язку з участю Артема в Всеукраїнському з'їзді рад на який він прибув особисто без харківських делегатів і без обговорення своєї участі в з'їзді з Раднаркомом ДКРР і в зв'язку з рішенням ЦК РКП (б) про об'єднання України і Дон-Кривбасу в уряді ДКРР все це призвело до урядової кризи і відставки трьох впливових діячів уряду — Васильченко, Филова і Жакова.
29 березня наркоми ДКРР Васильченко, Філов, Жаков написали заяви про вихід зі складу Раднаркому на знак протесту проти об'єднання Донецьку республіку з Україною. 6 квітня відбулося останнє засідання Харківської ради.

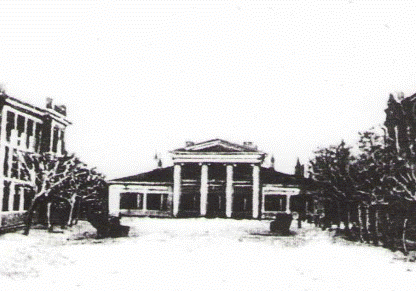
Будинок Ради народних комісарів ДКР у місті Луганськ.

8 квітня Артем з товаришами залишив Харків і після бою під Змієвом попрямував до Луганська. 9 квітня прибув до Луганська. 20 квітня в Микитівці Вседонецька військова нарада постановила розпочати евакуацію в Царицин. 22 німці зайняли Юзівку. 26 квітня війська більшовики під керівництвом Ворошилова і Артема почали 68 денний похід на Царицин.
3 липня після тривалого походу прибули під Царицин.

## Зовнішня політика
ДКРР мала контакти з іноземними державами та їх представниками. Справа втому що в Харкові до 1917 року було кілька консульств: Франції, Персії, Бельгії, Швеції, Великої Британії. З початком революції деякі консульства припинили свою роботу, але у зв'язку з тим, що в Донбасі були великі підприємства, в які вклали гроші (в першу чергу Франція, Бельгія, Британія), консульства продовжували роботу і намагалися захищати інвестиції своїх громадян. Достовірно відомо, що з керівництвом ДКРР активно контактував консул Франції. Обласний комітет кілька разів приймав звернення консула Бельгії, пов'язані з тим же — захистом прав бельгійських інвесторів в Донбасі.

### Донська радянська республіка
У відозві Донського обласного ВРК про створення Донської Радянської Республіки від 23 березня 1918 року, обласний ВРК доручив Донському РНК встановити дипломатичний зв'язок з Донецько-Криворізькою республікою. Невідомо чи були встановлені дипломатичні відносини між двома республіками, але Луганський РНК як обласний орган влади в ДКРР на початку квітня відправляв Ростов-на-Дону дипломатичну місію з метою переговорів з РНК Донської республіки про приєднання Бахмутського, Слов'яносербського повіту до Донської республіки. Дипломатичну місію очолив Вобліков Борис Григорович.

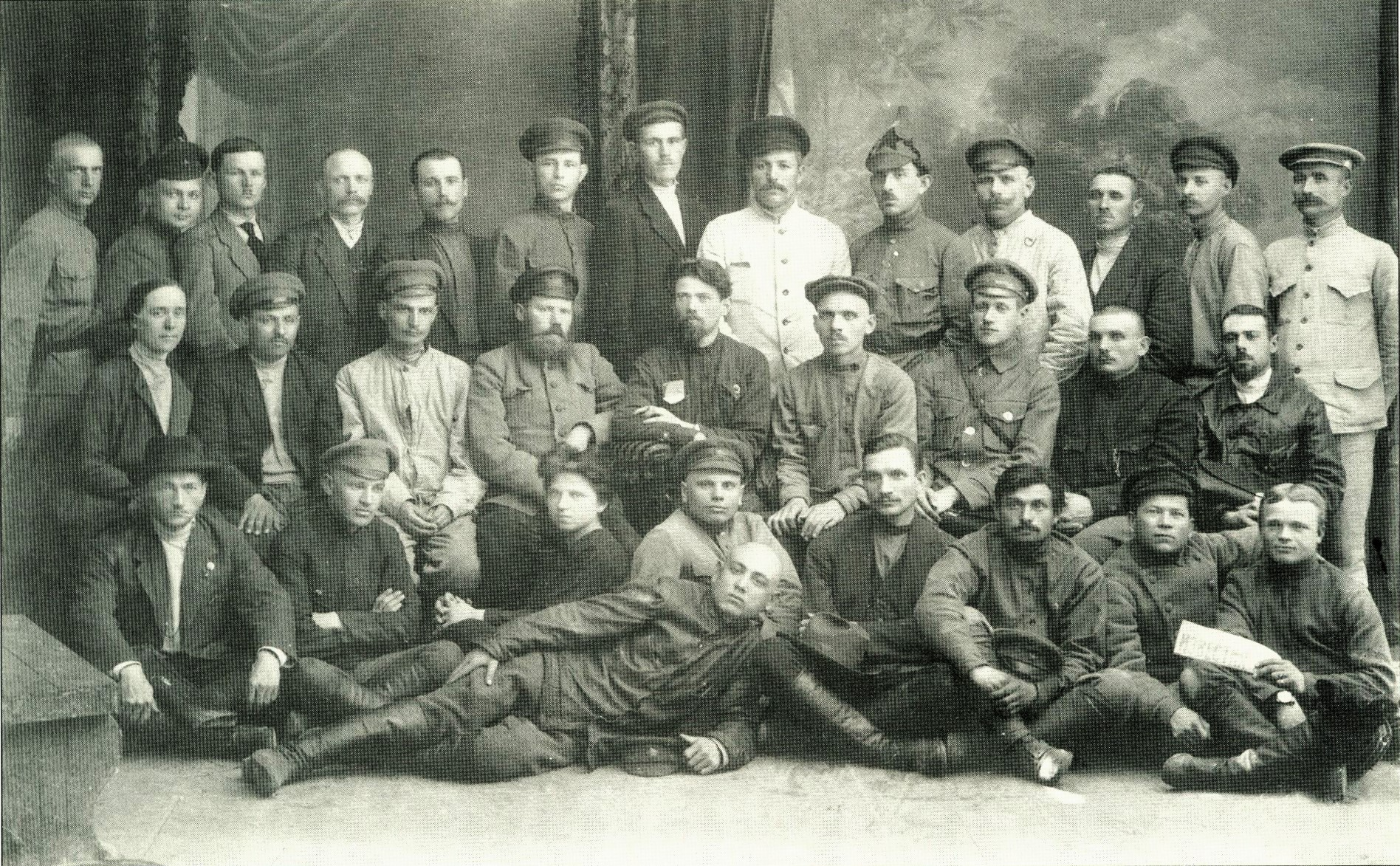
Члени першого повітового виконкому Юзівки.

## Визнання республіки
Раднарком РРФСР не визнав Донецько-Криворізьку Радянську Республіку ні самостійною республікою, ні частиною Російської Федерації. А в телеграмах представникам РНК в Україні С. Орджонікідзе і В. Антонову-Овсієнку В. Ленін вимагав суворого дотримання суверенітету Радянської України, невтручання в діяльність ЦВК Рад України, тактовності в національному питанні, турботи про зміцнення співробітництва Української і Російської Радянських республік.

## Територія
Донецько-Криворізька Радянська Республіка номінально охоплювала Сумщину, Харківщину, Донеччину, Катеринославщину з Олександрівськом, Херсонщину з Кривим Рогом, Єлисаветградом та частину Області Війська Донського по лінії залізниці Ростов-Лиха (фактично все Лівобережжя) з Таганрогом і Олександро-Грушевським (тепер — Шахти, Росія) зі столицею у Харкові.
На I з'їзді Ради робітничих депутатів Донецької та Криворізької області, була проведена адміністративна реформа, територію поділили на 12 районів. У кожен район входило 10-20 місцевих рад. Зрештою обласний з'їзд прийняв положення про організаційну структуру СДКо, яка була розбита на 11 районів: Харківський, Катеринославський, Олександрівсько-Грушевський, Юзівський, Рівненсько-Должанський, Криворізький, і Ростово-Донський, Новочеркаський, Таганрозький, Луганський, Чистяківський. Ці території в результаті і склали ДКРР (в обігу уряду ДКР від 7 квітня 1918).
У Раднаркомі ДКРР також розробили план адміністративного поділу на наступні економічні райони: Харківський, Катеринославський, Верхньодніпровський, Нижньодніпровський, Бахмутський, Александрогрушевскій, Таганрозький, Ростовський, Маріупольський, Криворізький.

## Влада
З'їзд Рад Донецько-Криворізької області
I з'їзд: 25 квітня по 6 травня 1917 р.
II з'їзд: 6 жовтня 1917 р.
III з'їзд. 9 грудня 1917 р.
IV з'їзд: 27 січня 1918 р.
- Обласний виконавчий комітет Донецько-Криворізької області — голова Васильченко Семен Пилипович

- Рада народних комісарів Донецько-Криворізької Радянської республіки — голова Сергєєв Федір Андрійович

Губернські, обласні органи влади
- Харківська губернська Рада — Буздалін Сергій Феоктистович (1.12.1917—4.1918).

- Катеринославська губернська Рада — Квірінг Еммануїл Йонович (12.1917—2.1918)[19], Татько Арсеній Петрович (2—4.1918)[19],

- Центральний Військово-революційний комітет Донбасу — Харечко Тарас Іванович (17.12.1917—05.1918)[20]

- Рада народних комісарів Луганської області — Лутовінов Юрій Хрисанфович (03.1918—09.04.1918)[21]

Повітові, міські та сільські Ради.

## Реакція на створення
- Резолюція Харківської організації есерів автор Черневський: «За деяких умов, грубого порушення принципу федерації в цьому не можна угледіти т. к. Донецька республіка може бути автономною всередині федеративної одиниці, для нас не обов'язково об'єднання національності в одну територіальну одиницю. В автономній області (Донецької республіці) національне життя ми зможемо здійснювати згідно нашої програми.»
- Грузман Шулим Айзикович, голова Горлівського Щербинівського райкому РСДРП (б) зі слів очевидців, «був здивований, почувши про цей крок, проте підтримав його».[22]
- Юзівський комітет більшовиків. Лідер юзівських більшовиків Федір Зайцев згадував: «Наша парторганізація і Рада цілком поділяли ідею організації такої республіки»
- 5 березня 1918 700 шахтарів Богураевскіх рудників що знаходиться в облості Війська Донського прийняли резолюцію: «1. Збори вітають Раду народних комісарів Донецького і Криворізького басесейнов. 2. Збори висловлюють глибоку впевненість, що тов. Артем та інші підуть тим шляхом, який намітив Ленін.»
- 8 березня Бахмутська повітова Рада заявила: «З'їзд Рад Р. К. та С. Д. вітає Донецьку пролетарську республіку, як частину федеративної Російської республіки Рад, вітає Раду народних комісарів, вимагає від неї неухильного проведення в життя декретів, висунутих Жовтневою революцією».[23]
- Катеринославська рада народного господарства прийняла резолюцію, в якій вітала «відділення Донецького і Криворізького басейнів в автономну республіку»[24]

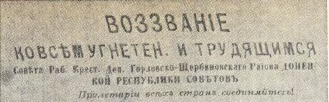
Відозва Горлівсько-Щербинівського ради Донецької Республіки Рад

## Критика
- ВУЦВК і Народний секретаріат радянської УНР висловилися проти утворення ДКРР в особі Миколи Скрипника який заявив: «Створення ДКРР це удар в спину російській мирній делегації, яка дає бій німецьким імперіалістам.»
- Голова Ради робітничих депутатів Донецької та Криворізької облості лівий есер Лазар Голубовський: «Ми повинні висловитися проти утворення Донецької республіки, в основі якої чисто економічна ознака.»

- Партія Українських есерів заявила у своїй резолюції: «Заслухавши питання про утворення Донецької республіки і беручи до уваги, що виділення Донецького басейну є актом протидержавним, що з економічної точки зору немає ніякої необхідності в цій республіці, Виконавчий Комітет Ради селянських депутатів, твердо стоячи на платформі соціалізму і на принципі націй на самовизначення, висловлюємося проти створення Донецької республіки, включаючи Донецький басейн і Харківську губернію»
- Рішення Катеринославської Ради яка «висловилася проти створення Донецької республіки»
- Свердлов у телеграмі від 17 лютого на ім'я Артема говорить: «Харьков. Совдеп. Сергееву-Артему. Виділення вважаємо шкідливим …»
- Межалук при зустрічі з Артемом заявив: «За вказівкою т. Леніна ми попрямували до т. Сталіна, який повідомив нам, що ЦК вважає неправильним виділенням ДКРР зі складу Українська Народної Республіки Рад»
- Антонов-Овсієнко: «Це відділення робочих районів від України, якраз в момент, коли її Радянський уряд в Києві особливо потребувало політичної організаційної під тримки (виступ проти Центральної Ради на Брест-Литовських переговорах з німцями), мені видається і досі серйозним державним промахом».[25]

## Ліквідація

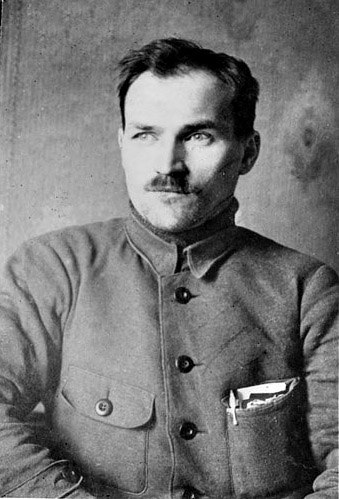
Федір Сергєєв — голова Ради народних комісарів ДКРР

На II Всеукраїнському з'їзді Рад у Катеринославі, що відбувався з 17 по 19 березня 1918 року Артем, виконуючи настанови Леніна про необхідність створення «єдиного фронту боротьби трудящих України проти ворогів внутрішніх і зовнішніх» заявив, що Донецько-Криворізька Радянська Республіка становить складову частину Радянської України. Керівники республіки взяли участь у роботі з'їзду і увійшли до складу ВУЦВК та Народного Секретаріату.
Військові формування ДКРР влилися до збройних сил (єдиний фронт оборони) радянської України, були підпорядковані їхньому командувачу Володимиру Антонову-Овсієнку.
17 лютого 1919 було прийнято постанову Ради Оборони РРФСР про ліквідацію Донецько-Криворізької радянської республіки.♙
Рада оборони РРФСР під головуванням Леніна прийняв короткий постанову про долю Донецької республіки: «Просити т. Сталіна через Бюро ЦК провести знищення Кривдонбасу». На це Сталін заявив:
|  | …Ніякого Донкривбасу не буде і не повинно бути, пора б кинуть займатися дурницями. |

Після ліквідації Донецько-Криворізької республіки, колишні землі Області Війська Донського, що входили до її складу, стали частиною Донецької губернії Української СРР. 1924 року Таганрог, Шахти, Каменськ-Шахтинський з навколишніми землями були передані до складу Росії, а в Україні залишилися такі міста сучасних Донецької і Луганської областей, як Макіївка, Харцизьк, Амвросіївка, Хрустальний та Сорокине.

## Доля народних комісарів ДКР
- Загинули:

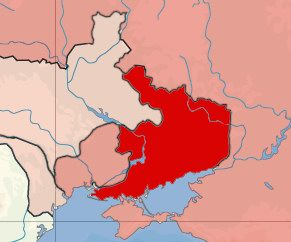
Територія ДКР в часи її найбільшого поширення.

  - 1921 року в Тульській губернії за загадкових обставин загинув голова Раднаркому ДКР Артем (Ф. Сергєєв)
- Розстріляні:
  - 1931 р. нарком ДКРР І. Кожевников
  - 1936 р. нарком ДКРР М Жаков
  - 1937 р. нарком ДКРР С. Васильченко
  - 1938 р. 9 лютого нарком ДКРР А. Каменський
  - 1938 р. 23 жовтня нарком ДКРР В. Філов
  - 1938 р. 29 липня наркоми ДКРР В. Межлаук, і М. Рухимович.
  - 1939 р. 28 липня нарком ДКРР Йосип Варейкіс
- Помер природною смертю:
  - 1972 року Б. Магидов, єдиний нарком першого складу уряду